# شهل
شهل أو الشهل أو شهلة هو تمر ينتج في محافظة الأحساء في المنطقة الشرقية وفي منطقة القصيم في المملكة العربية السعودية ودولة الإمارات العربية المتحدة.

## الوصف
شكل ثمرة الشهل بيضاوي، ولون الشهل في مرحلتي البسر والرطب أصفر محمر، ويتحول إلي اللون البني محمر في مرحلة التمر. ويتاخر نضج صنف شهل إلي نهاية الموسم في الفترة بين شهر مايو إلي شهر سيبتمبر. ويفضل جني ثمرة الشهل رطبًا لانها لا تصلح أن تكون تمرًا مع بعض الأنواع الأخري مثل الغر، والمجناز، والطيار، والتناجيب، والخطاب. ويصنف مع بعض الأنواع الأخري مثل أم رحيم، والهلالي، والصبو، والخصاب تحت اسم الاثايل.
وتمثل نخيل إنتاج الرطب 5% من نخيل واحة الأحساء وتشمل صنف الشهل، والخنيزي، والغر، والمجناز، وأم رحيم، والتناحيب، والهلالي، والخصاب، والزاملي.